# HD 126475
HD 126475，又名CD-39 8918，SAO 205561、HR 5400，是一颗恒星，视星等为6.35，位于銀經322.14，銀緯19.41，其B1900.0坐标为赤經14h 20m 37.6s，赤緯-39° 19.41′ 21″。